# Mimacraea latifasciata
Mimacraea latifasciata är en fjärilsart som beskrevs av Hans Rebel 1919. Mimacraea latifasciata ingår i släktet Mimacraea och familjen juvelvingar. Inga underarter finns listade i Catalogue of Life.